# Psychophora melanotica
Psychophora melanotica là một loài bướm đêm trong họ Geometridae.